# Diócesis de Byumba
La diócesis de Byumba (en latín: Dioecesis Byumbana, en kiñaruanda: Diyosezi Gatolika ya Byumba) es una circunscripción eclesiástica de la Iglesia católica en Ruanda. Se trata de una diócesis latina, sufragánea de la arquidiócesis de Kigali. Desde el 28 de febrero de 2022 su obispo es Papias Musengamana.

## Territorio y organización
La diócesis tiene 5100 km² y extiende su jurisdicción sobre los fieles católicos de rito latino residentes en los distritos de Gisagara, Huye y Nyanza de la provincia Norte.
La sede de la diócesis se encuentra en la ciudad de Byumba, en donde se halla la Catedral del Corazón Inmaculado de María.
En 2020 en la diócesis existían 21 parroquias.

## Historia
La diócesis fue erigida el 5 de noviembre de 1981 con la bula Quandoquidem experientia del papa Juan Pablo II, obteniendo el territorio de las diócesis de Kabgayi, Kibungo y Ruhengeri.
En la guerra civil que afectó a Ruanda en la primera mitad de la década de 1990, murió el obispo Joseph Ruzindana, entre otros eclesiásticos.

## Estadísticas
Según el Anuario Pontificio 2021 la diócesis tenía a fines de 2020 un total de 775 106 fieles bautizados.
| Año                                                                             | Población            | Población | Población      | Sacerdotes | Sacerdotes    | Sacerdotes    | Bautizados por sacerdote | Diáconos permanentes | Religiosos | Religiosos | Parroquias |
| Año                                                                             | Bautizados católicos | Total     | % de católicos | Total      | Clero secular | Clero regular | Bautizados por sacerdote | Diáconos permanentes | Varones    | Mujeres    | Parroquias |
| ------------------------------------------------------------------------------- | -------------------- | --------- | -------------- | ---------- | ------------- | ------------- | ------------------------ | -------------------- | ---------- | ---------- | ---------- |
| 1990                                                                            | 304 570              | 811 428   | 37.5           | 35         | 16            | 19            | 8702                     |                      | 38         | 80         | 11         |
| 1999                                                                            | 388 484              | 1 016 796 | 38.2           | 30         | 19            | 11            | 12 949                   |                      | 23         | 104        | 13         |
| 2000                                                                            | 405 928              | 1 025 416 | 39.6           | 31         | 22            | 9             | 13 094                   |                      | 18         | 101        | 13         |
| 2001                                                                            | 433 878              | 1 068 116 | 40.6           | 35         | 27            | 8             | 12 396                   |                      | 16         | 105        | 13         |
| 2002                                                                            | 459 885              | 1 121 064 | 41.0           | 39         | 33            | 6             | 11 791                   |                      | 14         | 104        | 13         |
| 2003                                                                            | 474 441              | 1 140 825 | 41.6           | 38         | 30            | 8             | 12 485                   |                      | 19         | 101        | 13         |
| 2004                                                                            | 492 933              | 1 180 522 | 41.8           | 42         | 33            | 9             | 11 736                   |                      | 19         | 119        | 13         |
| 2006                                                                            | 538 181              | 1 234 955 | 43.6           | 48         | 41            | 7             | 11 212                   |                      | 19         | 130        | 17         |
| 2012                                                                            | 667 181              | 1 383 910 | 48.2           | 57         | 50            | 7             | 11 704                   |                      | 25         | 121        | 17         |
| 2013                                                                            | 682 998              | 1 418 806 | 48.1           | 63         | 57            | 6             | 10 841                   |                      | 19         | 137        | 17         |
| 2015                                                                            | 700 672              | 1 454 923 | 48.2           | 79         | 66            | 13            | 8869                     |                      | 32         | 142        | 19         |
| 2018                                                                            | 734 190              | 1 489 900 | 49.3           | 91         | 76            | 15            | 8068                     |                      | 33         | 125        | 20         |
| 2020                                                                            | 775 106              | 1 628 223 | 47.6           | 103        | 87            | 16            | 7525                     |                      | 31         | 122        | 21         |
| Fuente: Catholic-Hierarchy, que a su vez toma los datos del Anuario Pontificio. |                      |           |                |            |               |               |                          |                      |            |            |            |

## Episcopologio
- Joseph Ruzindana † (5 de noviembre de 1981-7 de junio de 1994 falleció)[nota 1]
- Servilien Nzakamwita (13 de marzo de 1996-28 de febrero de 2022 retirado)
- Papias Musengamana, desde el 28 de febrero de 2022